# Detroit Compuware Ambassadors
Detroit Compuware Ambassadors byl americký juniorský klub ledního hokeje, který sídlil v Detroitu ve státě Michigan. V letech 1990–1992 působil v juniorské soutěži Ontario Hockey League (dříve Ontario Hockey Association). Zanikl v roce 1992 po přetvoření franšízy v Detroit Junior Red Wings. Své domácí zápasy odehrával v hale Joe Louis Arena s kapacitou 19 875 diváků. Klubové barvy byly oranžová, hnědá a bílá.
Nejznámější hráči, kteří prošli týmem, byli např.: Eric Lindros, Pat Peake nebo Keith Redmond.

## Přehled ligové účasti
Zdroj: 
- 1990–1992: Ontario Hockey League (Emmsova divize)